# 麦纳麦
麦纳麦（阿拉伯语：المنامة，羅馬化：Al Manāma，阿拉伯語發音：[elmɐˈnɑːmɐ]）是中东国家巴林的首都，濒临波斯湾，在巴林岛的东北部。麦纳麦是巴林最大的城市，面积达30平方公里，人口约200,000（2020年的資料），都會區則有635,000人，占巴林总人口约四成。
伊斯兰编年史上提到麦纳麦至少可追溯至1345年。然后从1521年开始由葡萄牙人统治，后来从1602年起由波斯人统治。麦纳麦自1783年起一直由阿拉伯埃米尔家族所统治，雖然期間曾有數度中斷。麦纳麦于1958年被宣布为自由港，1971年成为独立的巴林的首都。

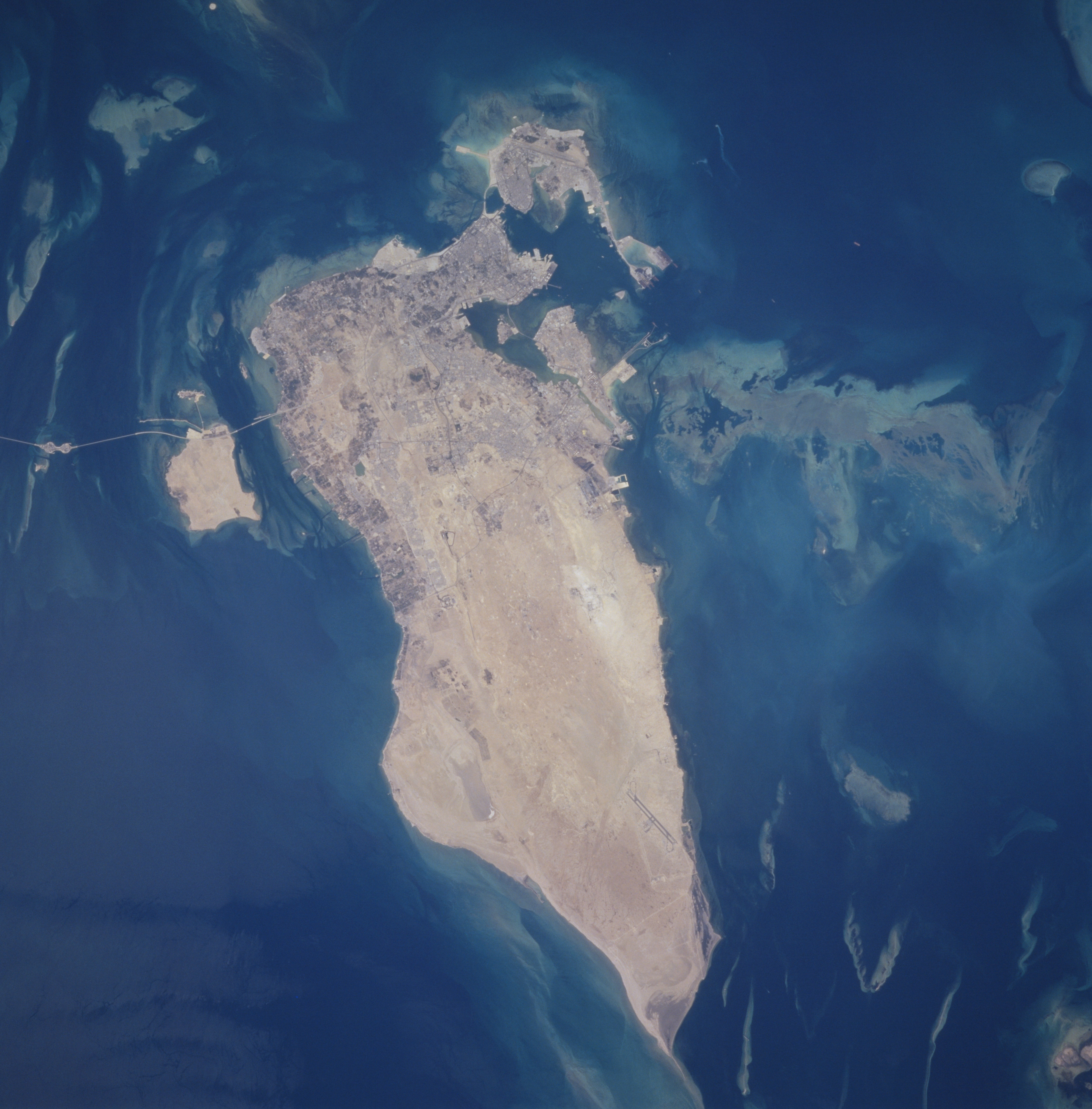
从太空中俯瞰巴林（1996年6月）

麦纳麦的经济基础与巴林整体的经济基础相一致——石油、汽油提炼、独桅帆船的建造、捕鱼以及採珍珠。麦纳麦以东穆哈拉格岛上建有巴林国际机场，麦纳麦与穆哈拉格岛用海堤相连。成立于1986年的巴林大学位於麦纳麦。
麦纳麦曾是巴林12个自治市之一，现在为首都省。
麥納瑪於2012年被阿拉伯國家聯盟指定為阿拉伯文化首都。

## 词源
麥納瑪來自阿拉伯文المنامة，意思是「休息的地方」或是「如夢的地方」。

## 外部連結
- 官方网站